# Dicoma carbonaria
Dicoma carbonaria là một loài thực vật có hoa trong họ Cúc. Loài này được (S.Moore) Humbert mô tả khoa học đầu tiên năm 1923.